# Tizenhárom (film)
A Tizenhárom egy 2003-ban rendezett amerikai filmdráma Evan Rachel Wood főszereplésével.

## Cselekmény
Tracy (Evan Rachel Wood) az okos, jól tanuló tizenhárom éves lány élete gyökeresen megváltozik, amikor a kamaszkor kihívásainak próbál megfelelni: fiúkkal ismerkedni, új barátnőket szerezni, és kitűnni a tömegből. Az iskola legmenőbb csaja, Evie (Nikki Reed) megmutatja neki az arrafelé vezető utat. Vezetésével Tracy egyre mélyebbre merül a drogok, a piti bűnök, és a korántsem ártatlan szexuális játszadozások világában. Melanie (Holly Hunter), Tracy édesanyja egyre növekvő aggodalommal figyeli a lánya viselkedésében bekövetkezett változásokat.